# خونا (داغستان)
خونا (به لاتین: Khuna) یک منطقهٔ مسکونی در روسیه است که در شهرستان لاکسکی واقع شده‌است.